# 44M Tas
El 44M Tas fue un tanque medio producido en Hungría (Considerado en Hungría como prototipo de tanque pesado), durante la Segunda Guerra Mundial, construyendo en fase prototipo varias unidades que fueron destruidas durante un bombardeo a la fábrica Manfred-Weiss durante 1944.

## Desarrollo
Durante la primavera de 1943 el ejército húngaro comprendió que los tanques disponibles (38M Toldi serie I / II / IIa, 40M Turan I / II, LT vz 35, LT vz 38 y cazácarro / batería antiaérea 40M Nimrod) eran inadecuados para combatir los tanques soviéticos T-34 (T-34/76 y T-34/85), KV-1, y T-50. Quedando demostrado durante la Operación Urano (Contraataque soviético en Stalingrado) donde el 2° ejército Húngaro fue destruido en un 84% siendo sus tanques incapaces de derrotar a los tanque soviéticos a menos de atacar a quemarropa (de 10 a 50 metros de distancia). El Ministerio de Defensa de Hungría (HM) decidió buscar licencia y planos de tanques mejorados en Alemania, pero la Alemania Nazi rechazo las peticiones húngaras (Alemania se preparaba para la Batalla de Kursk), ante la situación el HM encarga un nuevo diseño de carro de combate a la compañía Manfred Weiss.
Mientras se creaban los primeros planos, una comisión de técnicos del HTI (Instituto de tecnología militar del ejército Húngaro), visitaron Kummersdorf, en Alemania para observar los nuevos tanques Panther y Tiger, sin permiso de exámenes más exhaustivos (el personal alemán prohibió la revisión del interior de los tanques); al retornar a Hungría, 3 técnicos trabajan desde el inicio del diseño del nuevo tanque, finalizando los planos y el estudio presupuestario para la producción el 3 de diciembre de 1943 y la fotos de la maqueta a escala 1:10 el 6 de diciembre.
la producción de los prototipos inician entre diciembre del 43 - enero del 44, generándose diversos problemas: el cañón original a utilizar no estaba disponible (Bofors 80mm) y el equivalente (Retrasos en la fábrica DIMAGAV en la entrega del cañón de 75mm), los motores tenían que ser modificados, escasez el acero generaba retrasos constantes, utilización de unión de blindaje por soldadura (Normalmente la industria de tanques húngaros utilizaban unión por remaches), y falta de experiencia en producción de vehículos de diseño complejos.
El chasis operativo del prototipo finalizó en junio de 1944, y la construcción en bruto de la torreta octogonal en espera del cañón en el mismo mes, se construyeron 2 prototipos: el primero en hierro dulce para la pruebas en el campo de la fábrica y desarrollos posteriores, el segundo con blindaje para la producción en serie (al estar el prototipo sin torreta generó en diversos autores e investigadores la idea de tratarse de un desarrollo de un Cazacarro similar al Jagdpanther).

## Descripción
El casco utilizaba blindajes inclinados, con aspecto muy similar a Panzer V Panther alemán, blindaje inclinado similar al T-34 soviético, pero de diseño Húngaro (Alemania se negó a dar licencia de producción y planos del Panther y Panzer IV ausf. H a Hungría), dividido en tres secciones (Manejo, Combate y Motor), diferenciándose en la sección del motor donde era más amplio que su contraparte alemana (donde el espacio al final estaba inclinado el blindaje en el Panther, en el 44M Tas era casi vertical el blindaje), el sistema de suspensión (El Panther utilizaba ruedas de apoyo intercaladas, el 44M Tas utilizaba ruedas dobles en suspensión de barra de torsión). La torreta era de diseño octogonal con blindaje inclinado, provisto de telescopio giratorio y una escotilla de comandante comúnmente utilizados en el Panther y Tiger, Originalmente utilizaría el cañón antiaéreo Bofors 29/38M de 80mm, pero la escasez de unidades disponibles se optó por el cañón 43M L/46 de 75mm (Los que utilizarían los tanques Turan III y Zrínyi I).

## Final

### Consecuencias de la ocupación alemana
En marzo de 1944, los alemanes ocupan Hungría en la Operación Margarethe (plan para evitar la rendición de Hungría), generando acciones de parte de los aliados para debilitar la región en favor de los soviéticos y evitar que Alemania obtuviese el acceso de los recursos de Hungría, finalizando en el bombardeo anglo-estadounidense de 1944, iniciando el 2 de abril hasta septiembre (diurnos por parte estadounidense y nocturnos por parte británica). 
Los bombarderos atacaron la fábrica Manfred Weiss el 27 de julio de 1944, provocando el colapso de la planta donde se producía el 44M Tas, destruyéndose con el incendio posterior, el HM trató de reactivar el proyecto en la fábrica de Ganz, pero la invasión y ocupación soviética de Hungría finalizó el proyecto.

## Usuarios
- Reino de Hungría

## Características
Peso: 38 toneladas 
Longitud: 9,2 metros 
Anchura : 3,5 metros 
Altura: 3,0 metros 
Potencia: total 520 cv (390 kW), Cada motor 260 hp (195 kW)
Armamento Principal: cañón 43M L/46, de 75 mm
Armamento Secundario :2  ametralladoras  34/40A M, de 8 mm
Alcance: 200 km (Teoríco)
Motor: 2 motores Manfred Weiss-Z de gasolina, enfriado por agua
Tripulación: 5 (comandante, conductor, operador de radio, artillero, cargador)
Velocidad: 45 km/hora
Autonomía: 200 km
Rodaje: Cadena con suspensión Ruedas: 12 (2 en cada suspensión de barra); 4 (2 en cada tensor auxiliar) 5 rodillos de retorno a cada lado
Suspensión: Suspensión de Barra de Torsión
Blindaje: 50-120 mm